# Ів Бруссар
Ів Брусса́р (фр. Yves Broussard; нар. 1937, Марсель — 2018, там само) — французький поет і архітектор. Співзасновник і тривалий час директор літературного часопису «SUD» («Південь»).

## Біографія
Народився в Марселі 1937 року.
З 1960 до 1963 року був членом редколегії журналу «Action Poétique» («Поетична дія»).
1970 року разом з Жаном Мальріє став співзасновником літературного журналу «SUD» («Південь»), який виходить в Марселі. Був директором цього журналу з 1976 до 1997 року. 2000 року заснував у Марселі новий літературний журнал «Archers».
Помер 2018 року в Марселі.
Вірші Іва Бруссара були відзначені багатьма престижними преміями, зокрема Пермією Арто (фр. Prix Artaud) в 1983 році за збірку «Traversée de l'inexorable» («Перехід з невблаганним») та Премією Аполлінера (фр. Prix Apollinaire) в 1987 році за збірку «Nourrir le feu» («Годувати вогонь»). Поезії Іва Бруссара перекладалися 18 мовами, зокрема й українською.
До ювілею поета місто Марсель організувало ретроспективну виставку під назвою «Мешканець землі, поет Ів Бруссар» («Habitant la terre, Yves Broussard, poète»).

## Поетичні збірки
- Proximité du gîte, Privat
- Commune mesure, P.j. Oswald
- Chemin faisant, P.j.Oswald
- Traversée de l'inexorable, SUD, 1983 (Prix Artaud)
- Milieu de l’épure, SUD, 1985
- Nourrir le feu, SUD, 1987 (Prix Apollinaire)
- Paroles de silence, Postface de Daniel Leuwers, SUD, 1988
- Sous le vif de l’être, Le Taillis Pré, 1991
- Esquisses pour un autre lieu, SUD, 1991 (Prix Mondor de l'Académie française)
- Pauvreté essentielle, L'Arbre à paroles
- Habitant la Terre, Éd. des Moires, 1995
- Le Regard ajusté, Éditions des Moires, 1997
- Œuvre de vie, Éditions des Moires, 1997
- La vie interprétée, Talus d'approche, 1997 (Prix Vildrac de la Société des Gens de Lettres)
- Passant obstiné, Éd. Autre Temps, 1997
- Grand angle (poésie 1960—1990), Anthologie, préface de Daniel Leuwers, Le Taillis Pré, Le Taillis Pré, 1997
- Héritier du temps, Éd. des Moines, 1999
- Juste ceci, Éd. Le Cherche Midi, 2000
- Le Bestiaire insoupçonné, Le taillis Pré, 2001
- Pauvreté essentielle, suivi de Disgressions, éd. Autre temps, 2001
- La Nuit tremblée, Le Taillis Pré, 2002
- Sous Le Vif De L'Etre (2003)
- Mesures de la vie, Le Taillis Pré, 2004
- Les plus beaux poèmes pour la paix, anthologie, Le Cherche midi, 2005
- Mesures de la vie (2005)
- Tenir Parole, éditions Autres Temps, 2006 (Prix de l'Académie de Marseille, 2007)
- Grandeur nature, Le Taillis pré, 2010
- Ici et maintenant (2017)
- Du jour au lendemain (2020)
- Esquisses pour un autre lieu (2020)

## Переклади українською
Українською поезії Іва Бруссара перекладали Олександр Ірванець та Роман Осадчук.
- Ів Бруссар. Поезії. Збірник «Поезія» (№ 2, 1989, Київ), с. 165—169.